# Río Chao
Der Río Chao ist ein 6 km langer Zufluss des Pazifischen Ozeans im Nordwesten Perus in der Region La Libertad. Die Quellflüsse des Río Chao entspringen in der peruanischen Westkordillere. Einschließlich des Quellflusses Río Chorobal beträgt die Gesamtflusslänge 85 km. Das etwa 1400 km² (nach anderen Quellen 1558 km²) große Einzugsgebiet grenzt im Norden an das des Río Virú, im Süden und im Osten an das des Río Santa.

## Quellflüsse
Der 79 km lange Fluss Río Chorobal (im Oberlauf auch Río Oyón) entspringt an der Westflanke des 4345 m hohen Cerro Ururupa auf einer Höhe von etwa 4100 m (⊙). Von dort fließt er anfangs 10 km nach Süden, bevor er sich nach Südwesten wendet. Bei Flusskilometer 30 verlässt er das Bergland und erreicht die Küstenebene. Bei Flusskilometer 24 trifft ein Nebenfluss, der einen knapp 7 Kilometer breiten Schwemmfächer bildet, von Norden kommend auf den Río Chorobal. Dieser wendet sich allmählich in Richtung Südsüdwest und durchfließt die Küstenebene. Er wird dabei von bewässerten Anbauflächen flankiert. Bei Flusskilometer 10 liegt am linken Flussufer die Kleinstadt Chao.
Der 74 km lange Fluss Río Huamanzaña (im Oberlauf auch Río Los Chilenos) entspringt nördlich des Schutzgebietes Santuario Nacional de Calipuy auf einer Höhe von etwa 4250 m (⊙). Der Río Huamanzaña durchfließt das Schutzgebiet in südlicher Richtung. Anschließend wendet sich der Fluss nach Südwesten, später nach Westsüdwest und Westen. Er erreicht die Küstenebene und verläuft dort parallel zum Río Chorobal.

## Flusslauf
Der Río Chao entsteht am Zusammenfluss von Río Chorobal (rechts) und Río Huamanzaña (links) 7 km südwestlich der Kleinstadt Chao im Waldschutzgebiet Puquio Santa Rosa (Bosque de protección Puquio Santa Rosa). Von dort fließt er in südwestlicher Richtung zum Meer. Die Mündung befindet sich 63 km südsüdöstlich von Trujillo. 